# Élia Pecina
Élia Pecina (em latim: Aelia Paetina) foi a segunda esposa de Cláudio, casada com ele antes dele se tornar imperador romano.

## História
Cláudio havia ficado noivo duas vezes, quando jovem. A sua primeira noiva foi Emília Lépida, bisneta de Augusto, mas o noivado foi desfeito porque os pais da noiva haviam ofendido Augusto. A segunda noiva foi Lívia Medulina, de sobrenome Camila, descendente de Camilo, o ditador, mas ela ficou doente e morreu no dia do casamento.
Seguiu-se o casamento com Pláucia Urgulanila, cujo pai havia sido honrado com um triunfo. Cláudio separou-se de Urgulanila por causa da sua escandalosa promiscuidade, e por ela ser suspeita de assassinato.
Após Urgulanila, Cláudio casou-se com Élia Pecina, filha de um de Sexto Élio Cato, cônsul em 4 e pai adotivo de Lúcio Élio Sejano, de quem ele se divorciou depois da derrocada de Sejano.
Depois de  Élia Pecina, Cláudio casou-se com Valéria Messalina, filha do cônsul Marco Valério Messala Barbato, que foi executada, e com sua sobrinha Agripina, a mãe de Nero.

## Família
Cláudio teve filhos com três de suas esposas:
- Druso e Cláudia, filhos de Pláucia Urgulanila
- Antônia, filha de Pecina
- Otávia e Germânico, mais tarde chamado de Britânico, filhos de Messalina.

Após a execução de Messalina, quando Cláudio estava escolhendo sua nova esposa, as duas principais candidatas eram Lólia Paulina, filha do ex-cônsul Marco Lólio, e Júlia Agripina, filha de Germânico, porém o liberto Narciso defendia que Cláudio deveria se casar, de novo, com Élia Pecina. Os argumentos de Narciso foram de que sua união já havia sido abençoada (pela filha, Antônia), que não haveria muita mudança em sua vida doméstica, e que uma outra esposa poderia ver Britânico e Otávia com a aversão natural da madrasta. Os argumentos vencedores, porém, foram os de Palas, e Cláudio se casou com sua sobrinha Agripina.